# ألفرد براون (ممثل)
ألفرد براون (بالألمانية: Alfred Braun)‏ هو صحفي ومقدم برامج إذاعية وكاتب سيناريو ومخرج وممثل ألماني، ولد في 3 مايو 1888 في ألمانيا، وتوفي بنفس المكان في 3 يناير 1978.

## أعمال

### أفلام
- (1940) اليهودي سوس

## وصلات خارجية
- ألفرد براون على موقع IMDb (الإنجليزية)
- ألفرد براون على موقع مونزينجر (الألمانية)
- ألفرد براون على موقع ألو سيني (الفرنسية)
- ألفرد براون على موقع ميوزك برينز (الإنجليزية)
- ألفرد براون على موقع أول موفي (الإنجليزية)
- ألفرد براون على موقع قاعدة بيانات الأفلام السويدية (السويدية)
- ألفرد براون على موقع ديسكوغز (الإنجليزية)
- ألفرد براون على موقع قاعدة بيانات الفيلم (الإنجليزية)
- ألفرد براون على موقع كينوبويسك (الروسية)